# قرار مجلس الأمن التابع للأمم المتحدة رقم 2101
قرار مجلس الأمن التابع للأمم المتحدة رقم 2101، المتخذ بالإجماع في 25 أبريل 2013.

## روابط خارجية
- نص القرار في undocs.org